# Ooh La La
För singeln av gruppen Goldfrapp, se Ooh La La (Goldfrapp-låt).
Ooh La La är ett musikalbum av Faces som släpptes i april 1973 på skivbolaget Warner Bros. Records. Skivan kom att bli gruppens sista, mycket på grund av att Rod Stewart gjorde större succé som soloartist än med The Faces. Ronnie Lane skrev många av albumets låtar då Stewart var frånvarande. Stewart gjorde sedan klart i media att han inte var nöjd med albumet och menade att gruppen kunde mycket bättre än så. Skivomslaget består av en bild på den italienske 1920-talskomikern Ettore Petrolini. På vinylutgåvorna var omslaget designat så att ögon och mun var utskurna och med hjälp av en flärp fästad inne i fodralet kan röra på mun och ögon.

## Låtlista
Sida1
1. "Silicone Grown" (Stewart/Wood) – 3:05
2. "Cindy Incidentally" (McLagan/Stewart/Wood) – 2:37
3. "Flags and Banners" (Lane/Stewart) – 2:00
4. "My Fault" (McLagan/Stewart/Wood) – 3:05
5. "Borstal Boys" (McLagan/Stewart/Wood) – 2:52

Sida 2
1. "Fly in the Ointment" (Jones/Lane/McLagan/Wood) – 3:49
2. "If I'm on the Late Side" (Lane/Stewart) – 2:36
3. "Glad and Sorry" (Lane) – 3:04
4. "Just Another Honky" (Lane) – 3:32
5. "Ooh La La" (Lane/Wood) – 3:30

## Medverkande
Musiker (The Faces)
- Ronnie Lane – basgitarr, rytmgitarr, akustisk gitarr, percussion, sång
- Ronnie Wood – sologitarr, slidegitarr, akustiskgitarr, rytmgitarr, bouzouki, sång
- Ian McLagan – piano, orgel, harmonium, sång, bakgrundssång
- Kenney Jones – trummor, percussion
- Rod Stewart – sång, banjo, gitarr

Bidragande musiker
- Neemoi "Speedy" Aquaye – congas, percussion

Produktion
- Glyn Johns – musikproducent, ljudtekniker
- Phil Chapman – ljudtekniker
- Ron Nevison – ljudtekniker
- Jim Ladwig – omslagsdesign
- Jak Kilby – omslagsdesign, foto
- Tom Wright – foto

## Listplaceringar
| Lista (1973)   | Position            |
| -------------- | ------------------- |
| Australien     | 8 (Go Set)          |
| Kanada         | 23 (RPM)            |
| Norge          | 22 (VG-lista)       |
| Storbritannien | 1 (UK Albums Chart) |
| Sverige        | 11 (Kvällstoppen)   |
| USA            | 21 (Billboard 200)  |